# Калениці
Калениці (пол. Kalenice) — село в Польщі, у гміні Лишковиці Ловицького повіту Лодзинського воєводства. Населення — 474 особи (2011).
У 1975—1998 роках село належало до Скерневицького воєводства.

## Демографія
Демографічна структура станом на 31 березня 2011 року:
|          | Загалом | Допрацездатний вік | Працездатний вік | Постпрацездатний вік |
| -------- | ------- | ------------------ | ---------------- | -------------------- |
| Чоловіки | 231     | 43                 | 158              | 30                   |
| Жінки    | 243     | 52                 | 125              | 66                   |
| Разом    | 474     | 95                 | 283              | 96                   |